# Девід Едвард Боніор
Де́від Е́двард Боніо́р (англ. David Edward Bonior; нар. 6 червня 1945, Детройт, Мічиган) — американський політик-демократ. Член Палати представників США від штату Мічиган.

## Біографія
Девід Боніор походить з родини емігрантів з України і вважається одним з найуспішніших політиків Америки українського походження. У 1966 він удостоївся звання «Українець року», яке йому присудили українські випускники Детройту та Віндзору.
Навчався в Університеті Айови (бакалавр) і Коледжі Чепмена в Оранжі (Каліфорнія) (магістр гуманітарних наук).
У 1968—1972 рр. служив у ВПС США.
Активною політичною діяльністю займається з 1973.
Делегат від штату Мічиган на з'їздах Демократичної партії у 1972–77 роках.
Як демократ обирався на 95-ий та 12-ть наступних Конгресів США.
Організатор парламентської більшості (102 та 103 конгреси).
Організатор парламентської опозиції (104—107 конгреси).
У 2002 р. не висував свою кандидатуру на 108 конгрес. Брав участь у виборах губернатора штату Мічиган, але програв.
Був парламентським організатором партії демократів. Ця посада — друга за рангом з виборних посад у демократичному керівництві парламенту. Відповідав за питання освіти, захисту довкілля та програми розширення економічних можливостей.